# Денисов, Григорий Геннадьевич
Григо́рий Генна́дьевич Дени́сов (род. 30 апреля 1956 года, гор. Горький) — советский и российский учёный-физик, академик РАН (2022). Директор Института прикладной физики (ИПФ) РАН в Нижнем Новгороде c 2017 года.
Имеет более 5000 цитирований своих работ, опубликованных в научных журналах. Индекс Хирша — 35.

## Биография
В 1978 году окончил радиофизический факультет Горьковского госуниверситета по специальности «радиофизика и электроника», затем обучался в заочной аспирантуре ИПФ. Тема кандидатской диссертации: «Релятивистские электронные СВЧ-генераторы диапазона миллиметровых волн с высокоселективными электродинамическими системами» (1985, руководитель — академик А. В. Гапонов-Грехов). Докторская диссертация защищена в мае 2002 года («Формирование, преобразование и передача излучения в сверхразмерных электродинамических системах»).
Область профессиональных интересов: гиротроны, новые типы мощных электронных СВЧ приборов, методы измерения, преобразования структур полей квазиоптических волновых пучков, антенны и линии передачи мощного коротковолнового излучения
Профессиональная карьера началась в 1978 году и всецело связана с ИПФ: последовательно занимал должности стажёра-исследователя, мнс, нс, снс, заведующего лабораторией, заведующего отделением, и. о. директора (с октября 2017).
Входит в состав учёного совета ИПФ РАН, учёного совета отделения ФП и ЭБМ ИПФ РАН, председатель экспертного совета ЗАО НПП «Гиком».

## Награды
- 1987 — Премия Ленинского комсомола за достижения в области науки и техники[3].
- 1996 — Международная премия им. Д. Роуза за достижения в области техники термоядерного синтеза[3].
- 2003 — Государственная премия Российской Федерации за исследование стимулированного излучения сильноточных релятивистских электронных пучков и создание сверхмощных вакуумных микроволновых генераторов с А. В. Гапоновым-Греховым и др[3].
- 2011 — Премия Правительства Российской Федерации за освоение промышленного производства мегаваттных  гиротронов для установок УТС http://www.rg.ru/2012/02/15/premiya-dok.html
- 2024 — Медаль ордена «За заслуги перед Отечеством» II степени (5 февраля 2024 года) — за большой вклад в развитие отечественной науки, многолетнюю плодотворную деятельность и в связи с 300-летием со дня основания Российской академии наук[4]

## Педагогическая деятельность
Доцент Высшей школы общей и прикладной физики (ВШОПФ) Университета Лобачевского (с момента образования школы).

## Публикации
280 статей, 300 докладов (с опубл. тезисами) , 7 авт. свидетельств, 100 отчетов.